# Нагадування (Apple)
Нагадування (англ. Reminders) — програма керування завданнями, розроблена компанією Apple Inc. для своїх платформ iOS, macOS та watchOS, яка дозволяє користувачам створювати списки та встановлювати для себе сповіщення. Програма була вперше представлено в iOS 5 і OS X 10.8 «Mountain Lion» і була повсністю змінена з випуском iOS 13.

## Особливості
Нагадування поділяються на чотири категорії, які можна знайти у верхній частині екрана; «Сьогодні», «За розкладом», «Усі» та «З прапорцем». Користувачі також можуть створювати власні списки нагадувань. Нові нагадування можна помістити в списки або встановити як підзавдання і можуть включати кілька деталей, зокрема, пріоритет, примітку про нагадування та зображення або URL-адреси.
Завдання з'являються в Центрі сповіщень за 24 години до встановленого часу нагадування. Крім того, можна налаштувати будильники для нагадувань, надсилання сповіщення користувачам у певний час і дату, коли перетинається межа геозони навколо певної області або коли починається введення повідомлення для певного контакту. Якщо встановлено сповіщення на основі часу, воно може повторюватися щодня, щотижня, щодва тижні, щомісяця або щороку.
Нагадування можна позначити як виконане автоматично приховати. Списки можна синхронізувати між iOS та macOS через iCloud, а також ділитися ними з іншим контактам. Після надання спільного доступу, завдання можуть додавати або виконувати будь-хто, хто має доступ до списку, а конкретні нагадування можна призначати різним людям.